# Bank Mongolii
Centralny Bank Mongolii, Mongolbank (mong. Монгол Улсын Төв банк, Монголбанк) – mongolski bank centralny z siedzibą w Ułan Bator.
Podstawowym celem banku jest utrzymywanie stabilności mongolskiego tugrika. Do pozostałych zadań banku należy wspieranie zrównoważonego i trwałego rozwoju mongolskiej gospodarki poprzez utrzymanie stabilności rynków finansowych i systemu bankowego.
Bankowi Mongolii przysługuje wyłączne prawo emitowania znaków pieniężnych Mongolii. Bank prowadzi ponadto następujące działania:
- opracowanie i realizacja polityki pieniężnej przez koordynację podaży pieniądza w gospodarce,
- nadzór nad działalnością banków komercyjnych,
- organizacja płatności i rozliczeń międzybankowych,
- utrzymywanie i zarządzanie krajowych rezerw w walutach obcych.

W 2009 roku Bank Mongolii wsparł komercyjny Dzoosbank kwotą 100 miliardów tugrików, w ramach planu restrukturyzacyjnego przekształcającego go w bank państwowy.
W 2011 bank dołączył do międzynarodowej organizacji bankowej Alliance for Financial Inclusion.
Bank Mongolii działa na podstawie Prawa o banku centralnym, uchwalonego 13 maja 2001.